# Campeonato Ucraniano de Futebol Amador
O Campeonato Ucraniano de Futebol Amador (em ucraniano, "Чемпіонат України з футболу серед аматорів", Ukrayinska Amatorsʹka Liha; em português:  Liga Amadora Ucraniana ) é a principal liga amadora do futebol ucraniano e corresponde ao quarto nível da pirâmide das competições nacionais de futebol do país.

## História
A competição foi fundada em 1964, no período soviético e refundada em 1997 já período de independencia do país. E no ano seguinte, foi criada a Associação de Futebol Amador da Ucrânia, que administra a competição até hoje.

### Forma de Disputa
O campeonato é disputado atualmente por 32 agremiações, divididas em três grupos. Mas há a possibilidade na mudança do total de equipes participantes;
As equipes com melhores campanhas classificam-se para a segunda fase da competição, e o campeão é decidido no formato mata-mata.

### Acesso à Druha Liha
Existe uma regra no estatuto da liga profissional que proíbe a participação de clubes novatos nos campeonatos profissionais sem que tenham antes participado do campeonato amador.
No entanto, existem outros fatores relevantes (estrutura e garantias finaceiras) que são levados em conta no processo de admissão ao futebol profissional do país.

### Títulos por Clube
Fonte: footballfacts
| Club                      | Campeões | Vice-campeões | 3º lugar | Regional               |
| ------------------------- | -------- | ------------- | -------- | ---------------------- |
| Enerhiya Nova Kakhovka    | 2        | 2             | 1        | Kherson Oblast         |
| HPZ Varva                 | 2        | 1             | 1        | Chernihiv Oblast       |
| Avanhard Rovenky          | 2        | 1             | 0        | Luhansk Oblast         |
| KZEZO Kakhovka            | 2        | 1             | 0        | Kherson Oblast         |
| Viktoriya Mykolaivka      | 2        | 1             | 0        | Sumy Oblast            |
| Metalist Sevastopol       | 2        | 0             | 0        | Sevastopol             |
| Dnipro Heronymivka        | 2        | 0             | 0        | Cherkasy Oblast        |
| Novator Mariupol          | 2        | 0             | 0        | Donetsk Oblast         |
| Balkany Zoria             | 2        | 0             | 0        | Odesa Oblast           |
| Shakhtar Sverdlovsk       | 1        | 2             | 1        | Luhansk Oblast         |
| Nyva Berezhany            | 1        | 2             | 0        | Ternopil Oblast        |
| Rukh Vynnyky              | 1        | 2             | 0        | Lviv Oblast            |
| Yednist-2                 | 1        | 1             | 2        | Chernihiv Oblast       |
| Sokil Lviv                | 1        | 1             | 2        | Lviv Oblast            |
| Mayak Kharkiv             | 1        | 1             | 1        | Kharkiv Oblast         |
| Druzhba Buchach           | 1        | 1             | 0        | Ternopil Oblast        |
| Kolos Nikopol             | 1        | 1             | 0        | Dnipropetrovsk Oblast  |
| Karpaty Mukacheve         | 1        | 1             | 0        | Zakarpattia Oblast     |
| Shakhtar Stakhanov        | 1        | 1             | 0        | Luhansk Oblast         |
| Torpedo Zaporizhzhia      | 1        | 1             | 0        | Zaporizhzhia Oblast    |
| Kremin Kremenchuk         | 1        | 1             | 0        | Poltava Oblast         |
| Khimik Kalush             | 1        | 1             | 0        | Ivano-Frankivsk Oblast |
| Tavriya Novotroitsk       | 1        | 1             | 0        | Kherson Oblast         |
| Elektron Romny            | 1        | 1             | 0        | Sumy Oblast            |
| Advis Khmelnytskyi        | 1        | 1             | 0        | Khmelnytskyi Oblast    |
| Zoria Khorostkiv          | 1        | 1             | 0        | Ternopil Oblast        |
| ODEK Orzhiv               | 1        | 0             | 5        | Rivne Oblast           |
| Pokuttia Kolomyia         | 1        | 0             | 2        | Ivano-Frankivsk Oblast |
| Khimik Chernihiv          | 1        | 0             | 2        | Chernihiv Oblast       |
| LNZ Cherkasy              | 1        | 0             | 2        | Cherkasy Oblast        |
| Vorskla Poltava           | 1        | 0             | 1        | Poltava Oblast         |
| Luzhany                   | 1        | 0             | 1        | Chernivtsi Oblast      |
| Obolon-Zmina Kyiv         | 1        | 0             | 1        | Kyiv                   |
| Ocean Kerch               | 1        | 0             | 1        | AR Crimea              |
| Myr Hornostayivka         | 1        | 0             | 0        | Kherson Oblast         |
| Nove Zhyttia Andriyivka   | 1        | 0             | 0        | Poltava Oblast         |
| Karpaty Kolomyia          | 1        | 0             | 0        | Ivano-Frankivsk Oblast |
| Bastion Illichivsk        | 1        | 0             | 0        | Odesa Oblast           |
| Ivan Odesa                | 1        | 0             | 0        | Odesa Oblast           |
| Molniya Sieverodonetsk    | 1        | 0             | 0        | Luhansk Oblast         |
| Shakhtar Luhansk          | 1        | 0             | 0        | Luhansk Oblast         |
| Dniester Ovidiopol        | 1        | 0             | 0        | Odesa Oblast           |
| Dynamo Lviv               | 1        | 0             | 0        | Lviv Oblast            |
| Enerhetyk Burshtyn        | 1        | 0             | 0        | Ivano-Frankivsk Oblast |
| Paperovyk Malyn           | 1        | 0             | 0        | Zhytomyr Oblast        |
| Avanhard Kramatorsk       | 1        | 0             | 0        | Donetsk Oblast         |
| Haray Zhovkva             | 1        | 0             | 0        | Lviv Oblast            |
| Sportinvest Kryvyi Rih    | 1        | 0             | 0        | Dnipropetrovsk Oblast  |
| Dynamo Sloviansk          | 1        | 0             | 0        | Donetsk Oblast         |
| Portovyk Illichivsk       | 1        | 0             | 0        | Odesa Oblast           |
| LAZ Lviv                  | 1        | 0             | 0        | Lviv Oblast            |
| Transimpeks Vyshneve      | 1        | 0             | 0        | Kyiv Oblast            |
| Metalurh Novomoskovsk     | 1        | 0             | 0        | Dnipropetrovsk Oblast  |
| Beskyd Nadvirna           | 1        | 0             | 0        | Ivano-Frankivsk Oblast |
| Khutrovyk Tysmenytsia     | 1        | 0             | 0        | Ivano-Frankivsk Oblast |
| Hart Borodianka           | 1        | 0             | 0        | Kyiv Oblast            |
| Sirius Zhovti Vody        | 1        | 0             | 0        | Dnipropetrovsk Oblast  |
| Oskil Kupyansk            | 1        | 0             | 0        | Kharkiv Oblast         |
| Surozh Sudak              | 1        | 0             | 0        | AR Crimea              |
| Avtomobilist Sumy         | 1        | 0             | 0        | Sumy Oblast            |
| SKA Kyiv                  | 1        | 0             | 0        | Kyiv                   |
| Naftovyk Okhtyrka         | 1        | 0             | 0        | Sumy Oblast            |
| Dynamo Irpin              | 1        | 0             | 0        | Kyiv Oblast            |
| Kolos Pavlohrad           | 1        | 0             | 0        | Dnipropetrovsk Oblast  |
| Metalurh Dniprodzerzhynsk | 1        | 0             | 0        | Dnipropetrovsk Oblast  |
| Shakhtar Makiivka         | 1        | 0             | 0        | Donetsk Oblast         |
| Shakhtar Kirovsk          | 1        | 0             | 0        | Luhansk Oblast         |
| Ahrobiznes Volochysk      | 1        | 0             | 0        | Khmelnytskyi Oblast    |
| VPK-Ahro Shevchenkivka    | 1        | 0             | 0        | Dnipropetrovsk Oblast  |